# Segelfluggelände Büren/Am Schwalenberg

i7
i11
i13

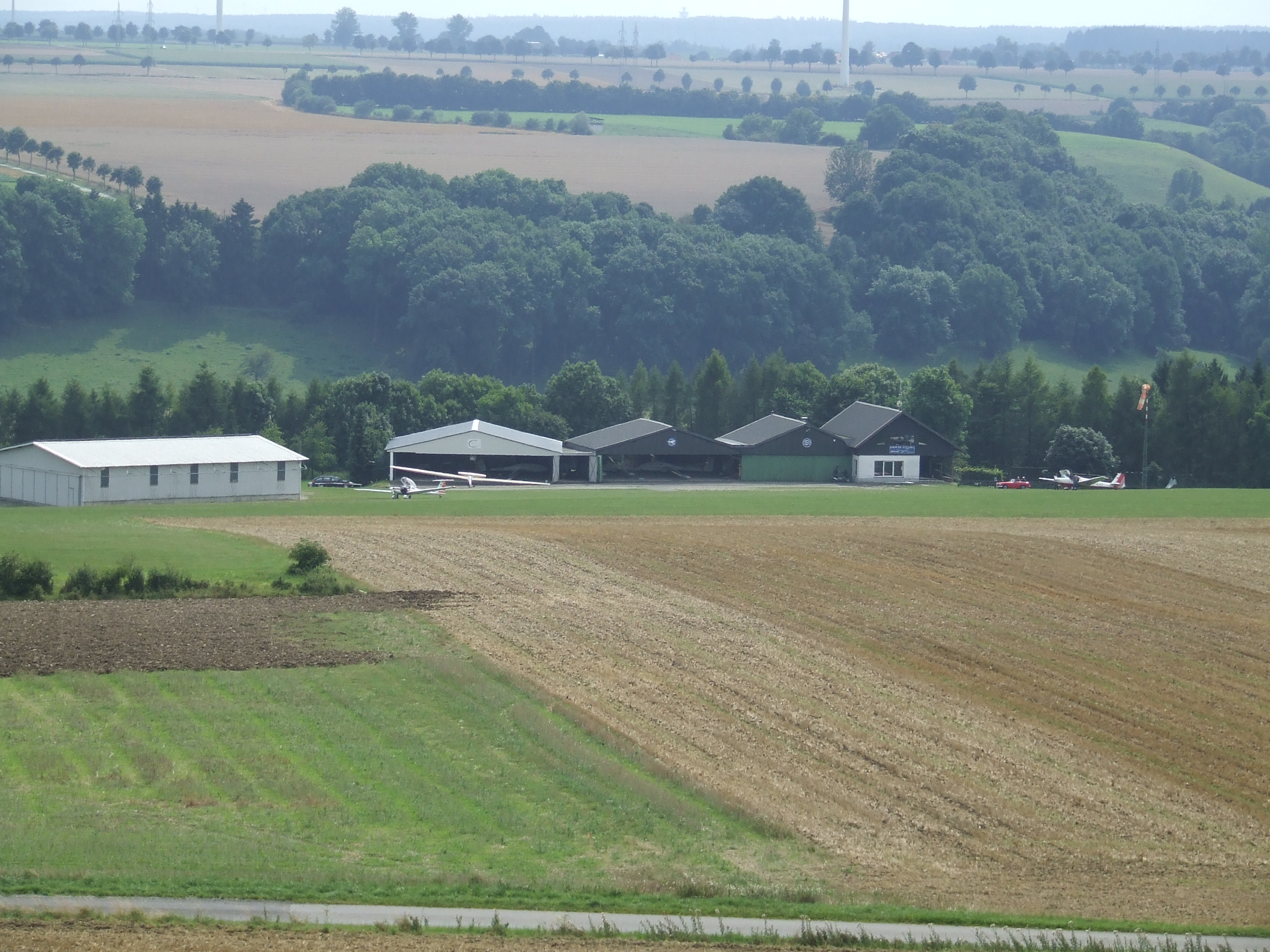
Hangars am Segelfluggelände (August 2009)

Das Segelfluggelände Büren/Am Schwalenberg ist ein Segelfluggelände am Schwalenberg zwischen Büren und Keddinghausen, etwa zwei Kilometer vom Stadtzentrum der ostwestfälischen Stadt im Kreis Paderborn entfernt.

## Flugbetrieb
Das Segelfluggelände ist für Segelflugzeuge, Motorsegler, Motorflugzeuge bis 2000 kg höchstzulässiger Abflugmasse, Ultraleichtflugzeuge und Modellflugzeuge zugelassen. Es werden überwiegend Winden- und Flugzeugschleppstarts von Segelflugzeugen durchgeführt. Das Segelfluggelände hat mehrere Graslandebahnen:
- 08/26 (710 m × 30 m): Segelflugzeuge und Motorsegler
- 08/26 (360 m × 30 m): Segelflugzeuge
- 09/27 (250 m × 30 m): Segelflugzeuge
- 08/26 (460 m × 30 m): Motorflugzeuge

## Geschichte
Die Geschichte des Segelfluggeländes begann 1968 mit dem ersten Start eines Segelflugzeuges. Im gleichen Jahr entstand dort eine Flughalle. Seit 1976 fliegt auch der Aero Club Lippstadt in Büren. Dieser ist vorher in Oerlinghausen geflogen, zog jedoch Mitte der 1970er Jahre nach Büren um und baute sich dort eine eigene Halle. Im Jahr 1982 wurde die Jugendgruppe des Aero-Club Büren mit dem „Jumbo-Baumann-Preis“ in Gold für die beste Jugendarbeit in Nordrhein-Westfalen (NRW) ausgezeichnet. 1989 fand das bis dahin größte Luftsportjugendtreffen NRW auf dem Segelfluggelände in Büren statt. Im Jahr 1993 gelang eine Weltpremiere: Konrad Reichelt erlebte nach fünfjähriger Bauzeit das „Rollout“ für seinen „Erpel“, den ersten Entenflügel-Motorsegler der Welt. Der den Flugplatz betreibende Aero Club Büren e. V. ist für seine Tätigkeit am Flugplatz mehrfach mit der „Blauen Flagge“ der Deutschen Gesellschaft für Umwelterziehung e. V. ausgezeichnet worden. Im Jahr 2008 fand zum zweiten Mal das Luftsportjugendtreffen NRW in Büren statt. An denselben Tagen feierte der AC Büren sein 40-jähriges Jubiläum.

## Vereine am Segelflugplatz
Am Platz ist der Aero-Club Büren e. V. und der Aero Club Lippstadt e. V. beheimatet. Beide Vereine betreiben aktive Jugendarbeit.